# Лісовський Микола Федорович
Лісовський Микола Федорович (травень 1802 — 6 січня 1844) — декабрист, поручик Пензенського піхотного полку, підприємець.

## Біографія
З родини дрібного поміщика Полтавської губернії. У 1811–1815 роках навчався в Кременчуцькому народному училищі. 1 квітня 1815 року в Єлизаветграді вступив до Пензенського піхотного полку підпрапорщиком. З 16 травня 1823 року — поручик. Служив у 8-й піхотній дивізії на Волині. Улітку 1825 року під час перебування на Ліщинському табірному зборі 3-го піхотного корпусу російської 2-ї армії в с. Млинищі (нині село Житомирського району Житомирської області) був залучений Громницьким до Товариства об'єднаних слов'ян. Наказ про арешт від 26 січня 1826 року. 9 лютого ув'язнений на гауптвахті Головного штабу в Санкт-Петербурзі, наступної доби переведений до Петропавловської фортеці. Згідно з рішенням Верховного кримінального суду покараний за 7-м розрядом на 4 роки каторги. Йому висунуто звинувачення: знав про умисел на царевбивство, належав до таємного товариства зі знанням мети й знав про підготовку до заколоту. Згодом відійшов від товариства, навіть клопотав про переведення в інший полк. Не робив нічого противного службі, агітації серед нижніх чинів не вів. Цей вирок імператор Микола I конфірмував, одразу зменшивши термін покарання наполовину, а потім, указом від 22 серпня 1826 року, скоротив до року (з подальшим примусовим виселенням).
19 лютого 1827 року відправлений етапом у Сибір. Покарання відбував у Читинському острозі, де утримувався до квітня 1828 року. Потім переведений на поселення до міста Туруханськ Єнісейської губернії (нині місто Красноярського краю РФ). З 1831 року разом з Іваном Аврамовим займався комерцією, торгував рибою, хлібом тощо.
У 1833 році одружився з Платонідою Петровою, донькою тамтешнього протоієрея. Мав з нею доньку Надію, синів Володимира й Олексія. Після смерті Аврамова опікувався його дітьми.
Раптово помер за загадкових обставин під час подорожі нижньою течією річки Єнісей, на розі Толстий Нос (поблизу заполярного архіпелагу Бреховських островів). Похований у селищі Толстий Нос. Його вдові 1855 року було дозволено виїхати до Києва. Долею родини Лісовських тривалий час переймався С.Волконський.